# Bassin Adour-Garonne
Le bassin Adour-Garonne est à la fois un bassin hydrographique et une circonscription administrative de bassin en France, territoire de compétence des « instances de bassin » regroupant le comité de bassin Adour-Garonne et l'agence de l'eau Adour-Garonne, chargés de gérer l'eau à l'échelle de ce bassin. Les limites territoriales de la circonscription sont les limites des communes qui la composent alors que les limites du bassin hydrographique sont les limites physiques de ce domaine, c'est-à-dire la ligne des crêtes qui sépare le bassin des bassins limitrophes, appelée aussi ligne de partage des eaux.
Le comité de bassin Adour-Garonne est un forum de discussion réunissant diverses parties prenantes du secteur de l'eau, qu’elles soient publiques ou privées. On y compte des collectivités locales, l’État, des utilisateurs, des experts, des milieux professionnels ainsi que le préfet coordonnateur de bassin. Il élabore le SDAGE Adour-Garonne, définit la politique de gestion de la ressource en eau et de protection des milieux naturels, donne un avis sur les grands aménagements et oriente les politiques d’intervention de l'agence de l’eau Adour-Garonne. Celle-ci constitue l'organisme exécutif chargé de mettre en œuvre la politique définie par le comité de bassin. Entre autres, elle soutient financièrement et techniquement les travaux d’amélioration des milieux aquatiques et de réduction des pollutions, contribue à la production des données qualitatives sur l’eau et met en œuvre la gestion intégrée de la ressource en eau.
Le territoire du bassin hydrographique comprend les bassins versants des principaux cours d'eau suivants : la Garonne, l'Adour, la Dordogne, la Charente et les cours d'eau côtiers charentais et aquitains. La circonscription de bassin est composée des communes drainées par ces cours d'eau.

## Géographie
Le bassin couvre en grande partie deux des nouvelles régions créées le 1er janvier 2016, la Nouvelle-Aquitaine et l'Occitanie, et plus marginalement l’Auvergne-Rhône-Alpes, soit 26 départements en tout ou partie et 6 917 communes. Il forme un territoire d'une superficie de 117 650 km2, bordé par un littoral de 630 km, par les Pyrénées et par le Massif central, correspondant à la ligne de partage des eaux des bassins de la mer Méditerranée et de l'océan Atlantique.
Outre les fleuves côtiers et les espaces du littoral, il comprend, les cours d'eau des bassins versants de l'Adour, de la Charente, de la Dordogne, de la Garonne, du Lot, du Tarn et de l'Aveyron. Il est ainsi fractionné en sept sous-bassins : le bassin de l'Adour, le bassin de la Charente, le bassin versant de la Dordogne, le bassin versant de la Garonne, le bassin du Lot, le bassin du Tarn (et de son affluent l'Aveyron) et les côtiers aquitains et charentais.

## Caractéristiques

### Cadre institutionnel
Les grands principes de la politique de l’eau ont été posés par les lois des 16 décembre 1964 et 3 janvier 1992, codifiées aujourd’hui dans le code de l'environnement.
La loi de 1964 crée six bassins hydrographiques sur le territoire métropolitain dans chacun desquels est institué un comité de Bassin, couramment appelé le « Parlement local de l’eau », et une agence de l’Eau. Elle a également lancé les bases d’une gestion qualitative et quantitative des milieux aquatiques par bassin (politique décentralisée) : Adour-Garonne, Artois-Picardie, Loire-Bretagne, Rhin - Meuse, Rhône-Méditerranée-Corse et Seine-Normandie. La Corse deviendra ultérieurement un bassin à part entière.
L'arrêté du 14 septembre 1966 définit les circonscriptions des comités de bassin. Chaque circonscription est formée d'un ensemble de cantons suivant le découpage des bassins versants des cours d'eau situés dans la circonscription.

### Composition administrative

#### Composition initiale de 1966
La composition du bassin Adour-Garonne définie dans l'arrêté du 14 septembre 1966 est la suivante (sur la base des limites cantonales en vigueur en 1964) :
| Départements         | Arrondissements          | Cantons |
| -------------------- | ------------------------ | --- |
| Ariège               | Foix                     | Ax-les-Thermes - La Bastide-de-Sérou - Les Cabannes - Foix - Lavelanet - Tarascon-sur-Ariège - Vicdessos                                                          |
| Ariège               | Pamiers                  | en totalité |
| Ariège               | Saint-Girons             | en totalité |
| Aude                 | Carcassonne              | Belpech - Salles-sur-l'Hers |
| Aude                 | Limoux                   | Chalabre |
| Aveyron              | Millau                   | en presque totalité |
| Aveyron              | Rodez                    | en totalité |
| Aveyron              | Villefranche-de-Rouergue | en totalité |
| Cantal               | Aurillac                 | en totalité |
| Cantal               | Mauriac                  | en totalité |
| Cantal               | Saint-Flour              | Chaudes-Aigues - Condat-en-Feniers - Pierrefort -Ruynes-en-Margeride - Saint-Flour (canton Nord) - Saint-Flour (canton Sud)                                       |
| Charente             | Angoulême                | en totalité |
| Charente             | Cognac                   | en totalité |
| Charente             | Confolens                | Champagne-Mouton - Montembœuf - Saint-Claud-sur-le-Son |
| Charente-Maritime    | Jonzac                   | |
| Charente-Maritime    | Rochefort                | Le Château-d'Oléron - Marennes - Rochefort (Canton Nord) - Rochefort (Canton Sud) - Royan - Saint-Agnant - Saint-Pierre-d'Oléron - Tonnay-Charente - La Tremblade |
| Charente-Maritime    | Saintes                  | |
| Charente-Maritime    | Saint-Jean-d'Angély      | |
| Corrèze              | Brive-la-Gaillarde       | en totalité |
| Corrèze              | Tulle                    | en totalité |
| Corrèze              | Ussel                    | |
| Creuse               | Aubusson                 | |
| Deux-Sèvres          | Niort                    | |
| Dordogne             | en intégralité           | |
| Gard                 | Le Vigan                 | Trèves |
| Gers                 | en intégralité           | |
| Gironde              | en intégralité           | |
| Haute-Garonne        | en intégralité           | |
| Haute-Vienne         | Limoges                  | |
| Haute-Vienne         | Rochechouart             | |
| Hautes-Pyrénées      | en intégralité           | |
| Hérault              | Béziers                  | La Salvetat-sur-Agout |
| Landes               | en intégralité           | |
| Lot                  | en intégralité           | |
| Lot-et-Garonne       | en intégralité           | |
| Lozère               | Florac                   | Florac - Le Massegros - Meyrueis - Le Pont-de-Montvert - Sainte-Énimie                                                                                            |
| Lozère               | Mende                    | Aumont-Aubrac - Le Bleymard - La Canourgue - Chanac |
| Puy-de-Dôme          | Issoire                  | |
| Pyrénées-Atlantiques | en intégralité           | |
| Tarn                 | en intégralité           | |
| Tarn-et-Garonne      | en intégralité           | |
| Vienne               | Montmorillon             | |

#### Composition consécutive à la Directive-cadre sur l'eau de 2000
La directive-cadre sur l'eau (DCE) du 23 octobre 2000 vise à donner une cohérence à l’ensemble de la législation avec une politique communautaire globale dans le domaine de l’eau. Elle définit un cadre pour la gestion et la protection des eaux par grand bassin hydrographique au plan européen avec une perspective de développement durable. Cette DCE reprend le principe français de gestion par bassin hydrographique datant de 1966. Elle est transposée en droit français avec :
- la loi du 21 avril 2004[5] ;
- le décret du 16 mai 2005 relatif aux schémas directeurs d'aménagement et de gestion des eaux (SDAGE) ;
- l'arrêté du 17 mars 2006 définissant la composition des SDAGE.

Le décret du 16 mai 2005 est complété avec l'arrêté du 16 mai 2005 portant délimitation des bassins ou groupements de bassins en vue de l'élaboration et de la mise à jour des schémas directeurs d'aménagement et de gestion des eaux. Le groupement de bassins associé au bassin Adour-Garonne est dénommé « Garonne, Adour, Dordogne, Charente et cours d’eau côtiers charentais et aquitains ». La liste des communes est définie en annexe 2. Cet arrêté est ensuite modifié par les arrêtés suivants :
- 27 octobre 2010[7], 13 septembre 2015[8] et 7 juillet 2016[9] : la composition du bassin Adour-Garonne reste inchangée ;
- 17 décembre 2016 : les communes de Bagnols-les-Bains (48), Le Bleymard (48), Gournay-Loizé (79), Mas-d'Orcières (48) et Saint-Julien-du-Tournel (48) sont supprimées, les communes d'Alloinay (79) et de Mont Lozère et Goulet (48) sont ajoutées[10].

### Découpage en sous-bassins administratifs
Le bassin comprend sept sous-bassins administratifs : Charente - Dordogne - Lot - Tarn-Aveyron - Garonne - Adour - Côtiers aquitains et charentais. Ils constituent un niveau intermédiaire d’agrégation entre la masse d'eau et le bassin Directive cadre de l'eau, à savoir le district hydrographique. Ils ont été mis en œuvre fin 2008 à la demande de la Commission européenne pour des objectifs de rapportage et de visualisation au sein de WISE (Water Information System for Europe).
|  |  |

### Découpage hydrographique
Le bassin hydrographique est découpé en cinq régions hydrographiques, correspondant aux bassins versants des principaux grands fleuves (Charente, Dordogne, Garonne, Adour et le bassin des fleuves côtiers), secteurs, sous-secteurs et zones hydrographiques.
Par ailleurs un découpage hydrographique spécifique au bassin Adour Garonne a été défini pour les eaux de surface par le SDAGE 1996 et conservés dans le SDAGE 2010 puis 2016 : les unités hydrographiques de référence (UHR). La logique de définition repose sur les trois points suivants :
- une cohérence hydrogéographique forte : ce sont des bassins versants ou des tronçons homogènes pour les grands cours d'eau,
- une taille moyenne qui permet aussi bien la remontée des préoccupations locales qu'une bonne représentation dans les discussions au niveau des grands bassins : Adour, Lot, Charente, Dordogne, Tarn-Aveyron, Garonne, littoral, et des nappes profondes,
- un bon cadrage de ces unités par les réseaux nodaux du SDAGE (qualité et quantité).

| Région                      | Sous-bassin                 | UHR                                    | Surface (en km2) | Surface (en km2) | Surface (en km2) |
| Région                      | Sous-bassin                 | UHR                                    | UHR              | Sous-bassin      | Région           |
| --------------------------- | --------------------------- | -------------------------------------- | ---------------- | ---------------- | ---------------- |
| Charente                    | Charente                    | Charente amont                         | 2 349            | 9 892            | 9 892            |
| Charente                    | Charente                    | Touvre Tardoire Karst La Rochefoucauld | 1 591            | 9 892            | 9 892            |
| Charente                    | Charente                    | Charente aval                          | 3 645            | 9 892            | 9 892            |
| Charente                    | Charente                    | Boutonne                               | 1 325            | 9 892            | 9 892            |
| Charente                    | Charente                    | Marais de Charente                     | 983              | 9 892            | 9 892            |
| Dordogne                    | Dordogne                    | Dordogne amont                         | 6 580            | 23 926           | 23 926           |
| Dordogne                    | Dordogne                    | Dordogne aval                          | 4 984            | 23 926           | 23 926           |
| Dordogne                    | Dordogne                    | Vézère                                 | 3 725            | 23 926           | 23 926           |
| Dordogne                    | Dordogne                    | Isle                                   | 3 742            | 23 926           | 23 926           |
| Dordogne                    | Dordogne                    | Dronne                                 | 2 795            | 23 926           | 23 926           |
| Dordogne                    | Dordogne                    | Dordogne Atlantique                    | 2 100            | 23 926           | 23 926           |
| Garonne                     | Garonne                     | Garonne                                | 6 898            | 28 927           | 56 198           |
| Garonne                     | Garonne                     | Neste                                  | 871              | 28 927           | 56 198           |
| Garonne                     | Garonne                     | Rivières de Gascogne                   | 6 757            | 28 927           | 56 198           |
| Garonne                     | Garonne                     | Salat Arize                            | 2 374            | 28 927           | 56 198           |
| Garonne                     | Garonne                     | Ariège Hers Vif                        | 4 142            | 28 927           | 56 198           |
| Garonne                     | Garonne                     | Hers Mort Girou                        | 1 532            | 28 927           | 56 198           |
| Garonne                     | Garonne                     | Séoune                                 | 1 056            | 28 927           | 56 198           |
| Garonne                     | Garonne                     | Dropt                                  | 1 343            | 28 927           | 56 198           |
| Garonne                     | Garonne                     | Avance                                 | 471              | 28 927           | 56 198           |
| Garonne                     | Garonne                     | Garonne Atlantique                     | 3 483            | 28 927           | 56 198           |
| Garonne                     | Tarn-Aveyron                | Tarn amont                             | 2 476            | 15 753           | 56 198           |
| Garonne                     | Tarn-Aveyron                | Tarn Dourdou Rance                     | 1 800            | 15 753           | 56 198           |
| Garonne                     | Tarn-Aveyron                | Tarn aval                              | 2 724            | 15 753           | 56 198           |
| Garonne                     | Tarn-Aveyron                | Agout                                  | 3 499            | 15 753           | 56 198           |
| Garonne                     | Tarn-Aveyron                | Aveyron                                | 5 254            | 15 753           | 56 198           |
| Garonne                     | Lot                         | Lot amont                              | 2 179            | 11 518           | 56 198           |
| Garonne                     | Lot                         | Truyère                                | 3 290            | 11 518           | 56 198           |
| Garonne                     | Lot                         | Lot aval                               | 4 760            | 11 518           | 56 198           |
| Garonne                     | Lot                         | Célé                                   | 1 288            | 11 518           | 56 198           |
| Adour                       | Adour                       | Adour                                  | 6 039            | 17 004           | 17 004           |
| Adour                       | Adour                       | Midouze                                | 3 148            | 17 004           | 17 004           |
| Adour                       | Adour                       | Les Gaves                              | 5 496            | 17 004           | 17 004           |
| Adour                       | Adour                       | Adour Atlantique                       | 2 320            | 17 004           | 17 004           |
| Littoral et espaces côtiers | Littoral et espaces côtiers | Estuaire Gironde                       | 2 260            | 10 632           | 10 632           |
| Littoral et espaces côtiers | Littoral et espaces côtiers | Étangs, lacs et littoral girondin      | 1 195            | 10 632           | 10 632           |
| Littoral et espaces côtiers | Littoral et espaces côtiers | Leyre                                  | 2 307            | 10 632           | 10 632           |
| Littoral et espaces côtiers | Littoral et espaces côtiers | Étangs, lacs et littoral landais       | 3 086            | 10 632           | 10 632           |
| Littoral et espaces côtiers | Littoral et espaces côtiers | Côtiers basques                        | 648              | 10 632           | 10 632           |
| Littoral et espaces côtiers | Littoral et espaces côtiers | Seudre Baie de Marennes Oléron         | 1 136            |                  |                  |
| Total                       | Total                       | Total                                  | Total            | Total            | 117 652          |

|  |  |

## Gouvernance

### Instances de bassin

#### Comité de bassin
Le comité de bassin Adour-Garonne est une instance de concertation qui regroupe différents acteurs, publics ou privés, agissant dans le domaine de l’eau : collectivités, État, usagers, personnes qualifiées, milieux socioprofessionnels et le préfet coordonnateur de bassin. Il a pour missions, :
- d’élaborer le schéma directeur d'aménagement et de gestion des eaux (SDAGE), qui fixe les orientations fondamentales de la politique de l'eau pour 15 ans. Deux principes sont mis en œuvre : la gestion de l'eau doit évoluer vers une gestion des milieux aquatiques, et elle doit donner priorité à l'intérêt collectif.
- de définir la politique de gestion de la ressource et de protection des milieux naturels qui doit garantir un développement durable conciliant le développement socio-économique avec la préservation des milieux aquatiques et l'équilibre des usages de l'eau ;
- de donner un avis sur les grands aménagements ;
- d’orienter les politiques d’intervention de l'agence de l’eau.

Le comité de bassin Adour-Garonne comprend 135 membres, élus ou désignés pour 6 ans, selon des modalités définies par des textes réglementaires. Le mandat des membres du 9e Comité court de juillet 2014 à juillet 2020. Il est réparti en trois collèges : 54 représentants des collectivités territoriales, 54 représentants des usagers et des personnes qualifiés et 27 représentants de l'État et de ses établissements publics,.
Un conseil scientifique a été mis en place en octobre 2010, composé de spécialistes des sciences et techniques, y compris des sciences sociales et humaines.

#### Agence de l'eau
L'agence de l'eau Adour-Garonne est une des six agences de l'eau françaises. Il s'agit d'un établissement public à caractère administratif de l’État dont le siège est à Toulouse. Placée sous la tutelle de la direction de l'eau du Ministère chargé de l'Environnement, elle a pour mission de faciliter les diverses actions des intérêts communs dans le bassin hydrographique Adour-Garonne, :
- elle calcule, établit et perçoit les redevances suivant le principe pollueur-payeur ;
- elle suscite et soutient financièrement et techniquement les travaux d’amélioration des milieux aquatiques et de réduction des pollutions ;
- elle assiste le comité de bassin dans l’élaboration des SDAGE ;
- elle contribue à la production des données qualitatives sur l’eau ;
- elle met en œuvre la gestion intégrée de la ressource.

### Services de l'État

#### Préfet coordinateur de bassin
Le préfet coordinateur du bassin Adour-Garonne est le préfet de la région Nouvelle-Aquitaine dans laquelle le comité de bassin a son siège. Il anime la politique de l’eau en matière de police et de gestion des ressources en eau et coordonne l'action des préfets des départements et des régions du bassin. Ses attributions résultent, pour l’essentiel, des lois sur l’eau du 16 décembre 1964 et du 3 janvier 1992 (ainsi que de leurs décrets d’application) et de la loi sur l’eau et les milieux aquatiques (LEMA) du 30 décembre 2006 et de ses décrets d’application, notamment celui du 24 septembre 2007. Il assure la cohérence et l’homogénéité des décisions.

#### Délégation de bassin
Le directeur de la DREAL Nouvelle-Aquitaine assure la fonction de délégué de bassin Adour-Garonne. À ce titre, il assiste le préfet coordonnateur de bassin dans l’exercice de ses missions. Pour cela, il s’appuie sur la délégation de bassin,.
La délégation de bassin est chargée, à l’échelle du bassin de l’application de la législation relative à l’eau, de l’évaluation des besoins en eau, de l’élaboration du suivi des documents de planification dans le domaine des eaux superficielles, souterraines et des milieux aquatiques. Elle assure le secrétariat de la commission administrative de bassin, anime et coordonne l’action des services déconcentrés de l’État intervenant dans le domaine de l’eau. Elle apporte conseil et assistance technique aux organismes de bassin (comité de bassin et conseil d’administration de l’agence de l’eau).

#### Commission administrative de bassin
Dans chaque bassin est créée une commission administrative de bassin, présidée par le préfet coordonnateur de bassin. Elle l'assiste dans l'exercice de ses compétences ; elle est notamment consultée sur les projets de SDAGE, de programme de mesures et de schéma directeur de prévision des crues. Elle est composée des préfets de région, des préfets de département, des chefs de pôle régionaux Environnement - Développement Durable (EDD), du délégué de bassin, du trésorier payeur général de la région siège du comité de bassin et du directeur de l’Agence de l’eau,.

#### Mission d’appui technique de bassin
A compter du 1er janvier 2016, les communes sont compétentes en matière de gestion des milieux aquatiques et de prévention des inondations. Dans ce cadre, le décret du 28 juillet 2014 crée des missions d'appui technique constituées dans chaque bassin par le préfet coordonnateur de bassin afin d'accompagner la prise de compétence « gestion des milieux aquatiques et prévention des inondations » par les communes et en fixe la composition, l'objet et le fonctionnement. Une mission d'appui technique du bassin Adour-Garonne est ainsi créée par arrêté du préfet coordonnateur de bassin du 25 novembre 2014,.